# Mother Earth (álbum de Avalanch)
Edición inglesa publicada en 2005 del disco Los poetas han muerto, de Avalanch. Además de regrabar la voz, se ha remezclado el disco, consiguiendo un sonido más contundente gracias también a la regrabación de las baterías, y se ha incorporado una versión de la canción "Where the streets have no name" de U2.

## Canciones
- 1. Lucero
- 2. One Hundred Times
- 3. Come To My Arms
- 4. No More Damage
- 5. Dawn
- 6. Old Fortress
- 7. Heaven and Earth
- 8. Just One More Song
- 9. Mother Earth
- 10. Echoes of a Life
- 11. Where The Streets Have No Name